# Fortios
Fortios is een plaats (freguesia) in de Portugese gemeente Portalegre en telt 2021 inwoners (2001).

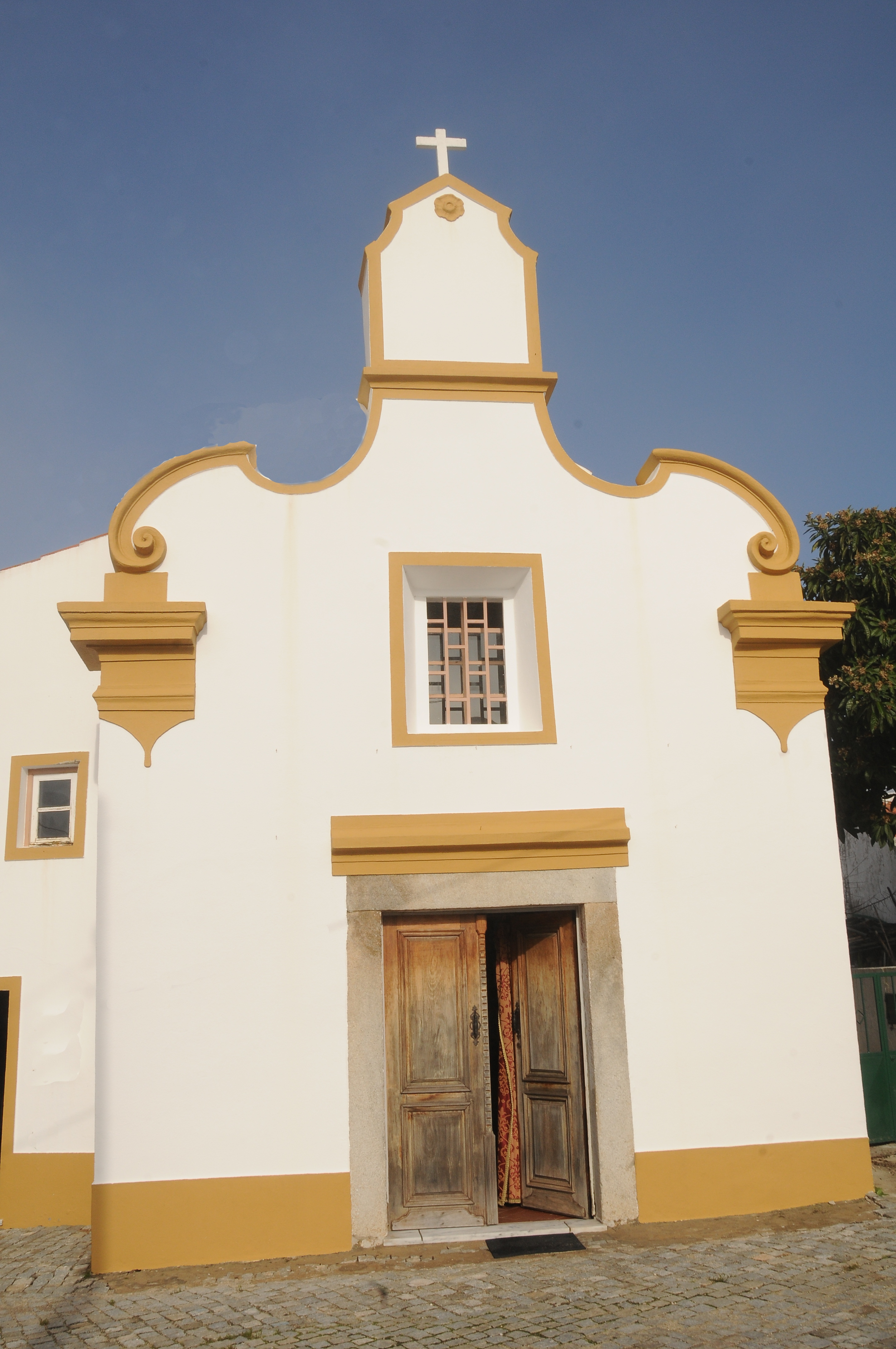
Kerk